# Panitan
Panitan è una municipalità di quarta classe delle Filippine, situata nella Provincia di Capiz, nella Regione del Visayas Occidentale.
Panitan è formata da 26 baranggay:
- Agbabadiang
- Agkilo
- Agloway
- Ambilay
- Bahit
- Balatucan
- Banga-an
- Cabangahan
- Cabugao
- Cadio
- Cala-an
- Capagao
- Cogon

- Conciencia
- Ensenagan
- Intampilan
- Pasugue
- Poblacion Ilawod
- Poblacion Ilaya
- Quios
- Salocon
- Tabuc Norte
- Tabuc Sur
- Timpas
- Tincupon
- Tinigban